# Juan Bautista Peña
Juan Bautista Peña (Buenos Aires, Argentina, 1798 - 1869), político y financista argentino, de decisiva influencia en la organización del sistema financiero en la época de la Organización Nacional, entre 1852 y 1869.

## Los tiempos de Rosas
Se dedicó desde joven al comercio y las finanzas, asociado con su tío, el millonario financista Ambrosio de Lezica. Durante algún tiempo fue oficial de milicias urbanas, y en tal carácter se vio envuelto en los sucesos de la Anarquía del Año XX.
Dejó para siempre la milicia y se concentró en los negocios, enriqueciéndose rápidamente por su participación en la gestión del Banco de la Provincia de Buenos Aires. Fue juez de paz de una parroquia porteña, veedor de aduanas y diputado provincial. Aliado al partido federal de Juan Ramón Balcarce, perdió influencia política durante el gobierno de Juan Manuel de Rosas, pero mantuvo y aumentó su riqueza. Fue director del crédito público, y por un tiempo fue el encargado del pago de las amortizaciones de los bonos públicos a los acreedores externos.
En 1839 participó en la conspiración de Ramón Maza contra Rosas. Fue descubierto y arrestado por unos días. Apenas salió en libertad huyó a Montevideo, donde formó parte de la Comisión Argentina, que financió las revoluciones antirrosistas de toda la década de 1840.

## El Estado de Buenos Aires
Regresó después de la batalla de Caseros a Buenos Aires y se afilió al partido de Valentín Alsina; participó en la revolución del 11 de septiembre de 1852 y fue jefe de policía de la capital durante el gobierno de Manuel Guillermo Pinto. Pagó de su bolsillo una parte importante de la fortuna que costó sobornar al jefe de la escuadra federal, capitán John Halstead Coe, lo que puso fin al sitio y bloqueo de la ciudad por los federales.
Fue nombrado ministro de hacienda de los gobernadores Pastor Obligado, Valentín Alsina y Felipe Llavallol. Organizó la hacienda provincial, en que la circulación monetaria estaba demasiado volcada al papel moneda por las necesidades del sitio. Reorganizó el Banco de la Provincia y dirigió la política de aduanas, con la que logró que casi todo el comercio exterior de la Confederación Argentina pasara por los puertos de Buenos Aires o San Nicolás de los Arroyos y pagara impuestos en estos. Debió manejar cuidadosamente las tarifas aduaneras para evitar que las leyes de "tarifas diferenciales" perjudicaran esa política.
Durante el año 1854 fue gobernador delegado, pero no se destacó en ese cargo, salvo por la promulgación de la constitución provincial. Fue el embajador del gobierno provincial ante el presidente de la Confederación, Justo José de Urquiza después de la matanza de Villamayor, en 1856. Selló la paz entre ambos gobiernos, que duró hasta los días previos a la batalla de Cepeda.
Durante los períodos en que no fue ministro de hacienda, fue senador o diputado provincial, concentrado en cuestiones económicas. Desde 1857 fue presidente del Banco de la Provincia, cargo que ocupó hasta 1864.
Después de la batalla de Cepeda, fue uno de los diplomáticos que negoció el Pacto de San José de Flores por el Estado de Buenos Aires.

## La Unión Nacional
Afiliado al partido de Adolfo Alsina, fue elector de presidente en las elecciones que llevaron a la presidencia – por unanimidad – a Bartolomé Mitre. Al producirse la ruptura entre el presidente y Alsina, rechazó el cargo de ministro de hacienda que le ofreció el presidente, se mantuvo del lado del lado de éste, y perdió influencia. A pesar de ello, fue elegido senador nacional en 1863.
En 1866, cuando Alsina llegó a la gobernación, lo volvió a llamar a funciones importantes: fue elegido presidente de la Comisión Municipal de Buenos Aires, un antecedente de la Municipalidad de la ciudad, que fue fuertemente autónoma desde entonces. En tal cargo, enfrentó la epidemia de cólera en la ciudad, y pocos meses después, la revuelta organizada en su contra por los hermanos Varela, que lo obligaron a renunciar; la renuncia fue rechazada.
Murió en Buenos Aires en noviembre de 1869.